# Гюрай Вурал
Гюрай Вурал (тур. Güray Vural, нар. 11 червня 1988, Афьон-Карахісар, Туреччина) — турецький футболіст, вінгер клубу «Анталіяспор».

## Ігрова кар'єра

### Клубна

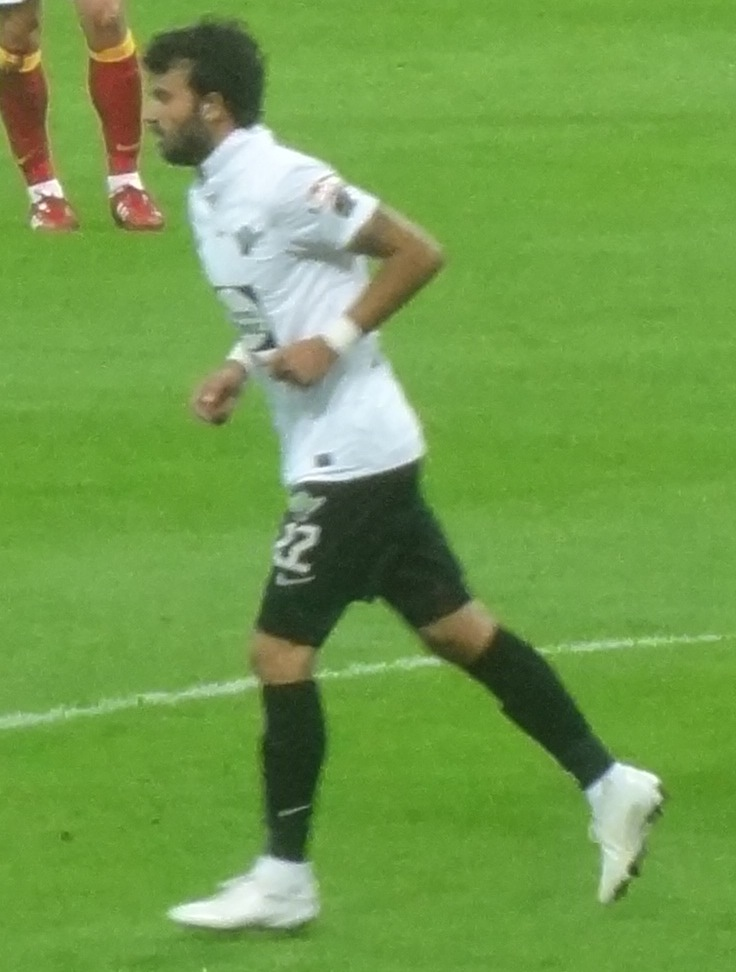
Вурал в складі «Акхісара»

Футбольну кар'єру Гюрай Вурал починав у 2007 році у клубі Суперліги «Денізліспор». 16 грудня футболіст зіграв свій перший матч на професійному рівні. На початку 2010 року Вупал отримав травму, через яку був змушений пропустити півтора сезону. Після повернення до гри наступний сезон разом з командою Вурал провів у Першій лізі.
Влітку 2012 року Вурал приєднався до новачка Суперліги «Акхісар Беледієспор». В клубі він провів чотири сезони, а на початку 2016 року перейшов до «Трабзонспора». Але не зумів проявити себе в цій команді, зігравши за два сезони лише 14 поєдинків і наступні півтора року футболіст грав у складі «Кайсеріспор».
Влітку 2018 року як вільний агент Вурал повернувся до складу «Акхісар Беледієспор». Вже в серпні того року разом з командою виграв Суперкубок Туреччини. Сам Вурал забив один із голів в післяматчевій серії пенальті.
Через рік футболіст перейшов до клубу «Газіантеп», де провів наступні два сезони. Влітку 2021 року на правах вільного агента Вурал приєднався до клубу Суперліги «Анталіяспор».

### Збірна
У березні 2017 року у товариському матчі проти команди Молдови Гюрай Вурал зіграв один матч у складі національної збірної Туреччини.

## Титули
Акхісар Беледієспор
 Переможець Суперкубка Туреччини: 2018